# St. Petersburger Nachrichten

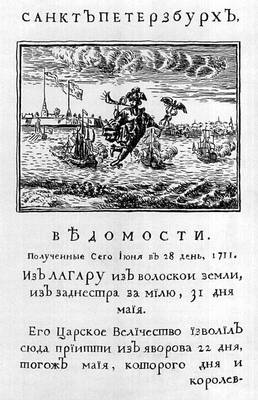
Titelseite der Wedomosti vom Juni 1711

Die St. Petersburger Nachrichten (russisch Санкт-Петербургские ведомости / Sankt-Peterburgskije wedomosti, wiss. Transliteration Sankt-Peterburgskie vedomosti) gehen auf die erste Zeitung Russlands Wedomosti (russisch Ведомости, wiss. Transliteration Vedomosti) zurück.
Die erste Ausgabe erschien am 16. Dezember 1702 im Auftrag von Peter dem Großen. Der Name der Zeitung variierte. Manchmal hieß sie Rossijskije wedomosti („Russische Nachrichten“), Wedomosti o wojennych i inych delach („Nachrichten über den Krieg und andere Angelegenheiten“) usw. Bis Mai 1711 erschien die Zeitung in Moskau, dann abwechselnd in Moskau und St. Petersburg. Die Zeitung veröffentlichte Nachrichten über Siege der russischen Armee und Marine, Informationen über die Entwicklung von Industrie, Handel und Zivilisation sowie ausländische Nachrichten. Peter I. soll persönlich an der redaktionellen Arbeit mitgewirkt haben. Im Jahr 1728 wurde die Zeitschrift durch die Sankt-Peterburgskije wedomosti („St. Petersburger Nachrichten“) ersetzt, die von der Russischen Akademie der Wissenschaften herausgegeben wurde.
Heute versteht sich die St. Petersburger Zeitung Sankt-Peterburgskije wedomosti (früher Leningradskaja prawda) als Fortführung der Wedomosti und der Tradition der Sankt-Peterburgskije vedomosti vor der Oktoberrevolution.
In Moskau wurde 1999 ein täglich erscheinendes Wirtschaftsmagazin namens Wedomosti gegründet.